# لمياء بوطالب
لمياء بوطالب مديرة أعمال مغربية تنحدر من إحدى العائلات الأكثر بورجوازية بمدينة فاس حيث تكون حفيدة مولاي علي كتاني، مؤسس مجموعة سوبار. عائلة الكتاني التي تنتمي إليها لمياء بوطالب كانت تملك المجموعة البنكية وفا بنك قبيل بيعها إلى الشركة الوطنية للإستتمار، ملك الأسرة الحاكمة في المغرب. تنتمي لمياء بوطالب لحزب التجمع الوطني للأحرار. تم تعيينها يوم 5 أبريل 2017 في منصب كاتبة للدولة لدى وزير السياحة والنقل الجوي والصناعة التقليدية والاقتصاد الاجتماعي مكلفة بالسياحة في حكومة سعد الدين العثماني.

## فضيحة «سوثبريدج»[1]
بعد أربعة أشهر عن تعينها، أثار مقال ماروك كونفدنسيل جدلا كبير حيث كشف على أن الوزيرة منحت لشركة سوثبريدج عقد بقيمة 13 مليون درهم من دون احترام قواعد ومبادئ الالتزامات المحددة قانونياً بخصوص مسطرة مراقبة صفقات الدولة. كما كشفت نفس الصحيفة أن صاحب شركة سوثبريدج هو حسن بلخياط، زميل لمياء بوطالب في المكتب السياسي لحزب التجمع الوطني للأحرار. وكشفت الصحيفة أن سوثبريدج شركة حديثة الإنشاء. ووفقا لسجلها التجاري، فإن حسن بلخياط هو المساهم الوحيد بالشركة التي يعادل رأس مالها 2.01 مليون درهم.
أكدت الوزارة عقب نشر المقال أنه لم يتم توقيع أي عقد مع شركة سوثبريدج. غير أنه تم نشر بريد إلكتروني يؤكد المعلومة الواردة في مقال ماروك كونفدنسيل، مما يثير الشك بخصوص صحت الأقوال الرسمية للوزارة. ومن جانبه، أكد سعد الدين العثماني، في تغريدة نسبة إلى رئيس الحكومة، أنه لم يعط موافقته بخصوص العقد الذي أثار الجدل. غير أنه لم يرد على اسئلة مستعملي تويتر بخصوص التغرات الشرعية للعقد والاتهامات الخطيرة الموجه لوزيرته من قد تكون متورطة في قضية محسوبية.

## حياتها
حصلت بوطالب على دبلوم معهد الدراسات العليا بلوزان و على شهادة الإجازة في تخصص المالية سنة 1993. ترأس بوطالب جمعية شركات التدبير وصناديق الاستثمار المغربية، عضو في المجلس التنفيذي، إفريقيا أوروبا والشرق الأوسط بمعهد وارتهون التابع لجامعة بنسلفانيا..
وسبق أن اشتغلت لمياء بوطالب قبل تعيينها كاتبة الدولة مكلفة بالقطاع السياحي، بالمكتب الشريف للفوسفاط كمستشارة للمدير العام للمجموعة خلال الفترة 2007-2009، فيما تولت بين سنتي 2005و2007 منصب متصرفة مديرة عامة للتجاري أنفيست، ومتصرفة مديرة عامة للتجاري كابيطال ريسك بمجموعة التجاري وفا بنك.
.